# Cribrilaria setiformis
Cribrilaria setiformis is een mosdiertjessoort uit de familie van de Cribrilinidae. De wetenschappelijke naam van de soort is voor het eerst geldig gepubliceerd in 1988 door Harmelin & Aristegui.